# Barwy dopełniające
Barwy dopełniające – pary barw, które połączone ze sobą w równych proporcjach dają (w zależności od metody łączenia) – czerń, biel lub szarość. Barwy dopełniające to pary barw dopełniające się do achromatyczności. Zazwyczaj są przedstawiane jako barwy leżące naprzeciwko siebie na kole barw.
- w addytywnej metodzie łączenia barw – barwy dopełniające dają biel (nakładanie świateł, zastosowanie w monitorach i telewizorach kolorowych)
- w subtraktywnej metodzie łączenia barw – barwy dopełniające dają czerń (nakładanie kolorowych transparentnych filtrów) lub szarość o jasności równoważnej barwom dopełniającym (mieszanie barw)[3].

## Przykłady par barw dopełniających w przestrzeniRGB[4]
- czerwona i błękitna (cyjanowa)
- niebieska i żółta

Barwy dopełniające w przestrzeni RGB

- zielona i fioletoworóżowa (magenta)

## Przykłady par barw dopełniających w przestrzeniRYB[5][6]
- zielona i czerwona
- fioletowa i żółta
- niebieska i pomarańczowa